# 芒康县盐井古盐田
芒康县盐井古盐田，位于中國西藏自治区昌都市芒康县，是自吐蕃时期开始生产的古盐田。

## 简介
芒康县位于西藏自治区昌都市东南部，四川省、云南省、西藏自治区交界处，横断山脉腹地。芒康县东与四川省巴塘县隔澜沧江相望，南与云南省德钦县相邻，北面、西面与昌都市內的贡觉县、察雅县、左贡县相邻。盐井盐田位于芒康县南部的纳西乡、曲孜卡乡。“盐井”一名是因生产盐，并从澜沧江边打井采卤水而得名。盐井的藏语名为“察卡洛”，藏语“察”意为盐，“察卡洛”意为生产盐的地方。
到21世纪初，盐井生产盐的有两个乡：纳西乡、曲孜卡乡。盐井的盐业生产仍使用原始生产方式，产量不高，纳西乡、曲孜卡乡的年总产量仅70万余斤。从事盐业生产的有320多户人家，共有2700多块盐田。
盐井生产的盐以澜沧江为界，澜沧江东的纳西、上盐井盐田生产黄盐，澜沧江西的加达、曲孜卡生产红盐。
盐业是当地居民的主要副业。盐井盐业生产方式是最原始的晒盐方式，使用原始生产工具，靠天然风干。盐民从澜沧江畔的盐卤水井中，用木制筒背回卤水，倒入各自的卤池中风干进行浓缩，再倒入盐田风干，结晶成为盐。
澜沧江两岸的斜坡上，有平房建筑群，房顶上铺着一层晒盐，这便是盐田。进入盐田，可见房顶上洁白的盐晶，房屋内的钟乳晶盐，好似水晶宫。
21世纪初，因受市场经济影响，年轻人不想从事这种原始的制盐业，仅有部分家庭仍在从事制盐，盐井的制盐业有失传的危险。盐井古盐田仍是当地民众进行副业生产增加收入的主要来源，但由于澜沧江水浸泡、风吹日晒等原因，盐井古盐田的木质支柱受损，每年澜沧江涨水之时，盐井古盐田遭江水冲毁的可能性非常大。盐井古盐田处于陡坡下，也存在遭到泥石流冲毁的风险。
为保护这一独特的制盐业，芒康县于2003年将盐井古盐田定为芒康县文物保护单位。由盐业加工户对盐井古盐田的立柱及晒盐场地进行加固，迁至不易遭洪水淹没之处晒盐，乡政府成立了文物保护工作领导小组，盐业加工户自己也成立了安全保卫组织。
2009年，“芒康盐井古盐田”被列为西藏自治区文物保护单位。2013年，“芒康县盐井古盐田”被列为第七批全国重点文物保护单位，并于同年挂牌。